# جاين روس
جاين روس (بالإنجليزية: Jane Ross) (و. 1989  م) هي لاعبة كرة قدم، من المملكة المتحدة، تلعب كمُهَاجِمَة.

## روابط خارجية
- جاين روس على موقع الاتحاد الدولي (مؤرشف)  (الإنجليزية)
- جاين روس على موقع الاتحاد الأوربي (الإنجليزية)
- جاين روس على موقع الاتحاد الإسكتلندي (الإنجليزية)
- جاين روس على موقع قاعدة بيانات كرة القدم.إي يو (الإنجليزية)
- جاين روس على موقع Soccerway.com (الإنجليزية)
- جاين روس على موقع عالم كرة القدم.نت (الإنجليزية)
- جاين روس على موقع أوليمبيديا (الإنجليزية)